# Aixam
Aixam MEGA ist ein französischer Leichtkraftwagenhersteller mit Sitz in Aix-les-Bains. Das 1983 gegründete Unternehmen produziert Leichtkraftfahrzeuge der  Fahrzeugmarken Aixam und MEGA in der Fabrik des ehemaligen Herstellers Arola.
Aixam ist in Frankreich vor Microcar und Ligier Marktführer nach Stückzahlen im Segment der Leichtkraftwagen-Hersteller.

## Unternehmensgeschichte
Der Wagen kann in manchen Ländern ohne PKW-Führerschein oder mit einem Moped-Führerschein gefahren werden. Zugelassen werden die Fahrzeuge nicht als PKW, sondern als Leichtfahrzeug der Kategorien L6e, L6e-BP, oder L7e.

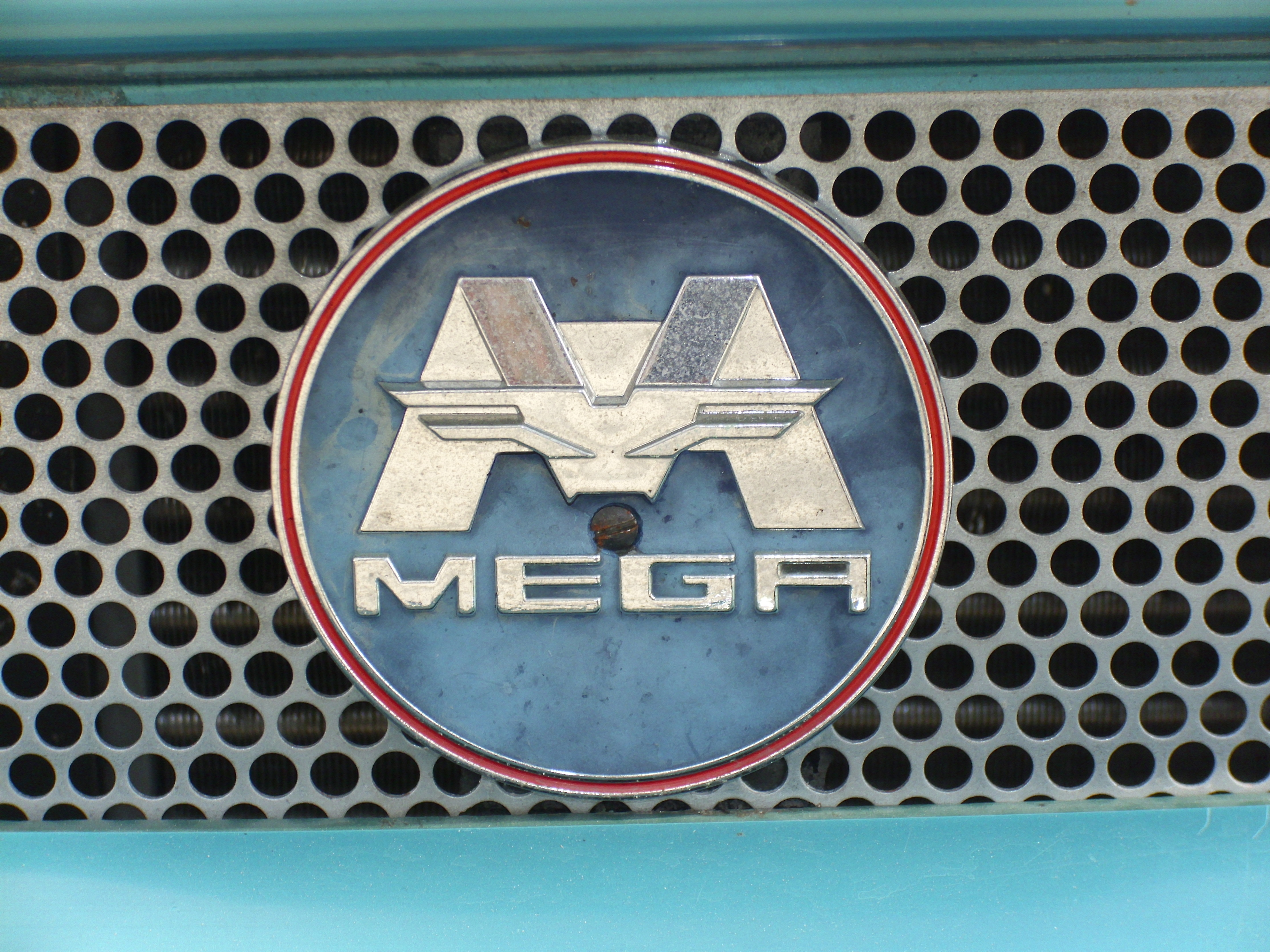
Emblem Mega

Seit 1992 wurde eine Reihe von Fahrzeugen unter dem Markennamen „Mega“ hergestellt, die im Motorsport eingesetzt wurden. Der Mega Track von 1992 war ein geländegängiger Supersportwagen mit einem V12-Motor von Mercedes-Benz (M120) aus dem Mercedes-Benz S600. Die Freizeitfahrzeuge Mega Club und Mega Ranch auf Citroën-Basis wurden in mehreren Motorversionen als Benziner und Diesel von 37 kW (50 PS) bis 55 kW (75 PS) hergestellt. Seit 2003 werden der Kleinst-LKW Multitruck sowie seit 2011 der etwas größere eWorker produziert.

## Mega e-City Elektro

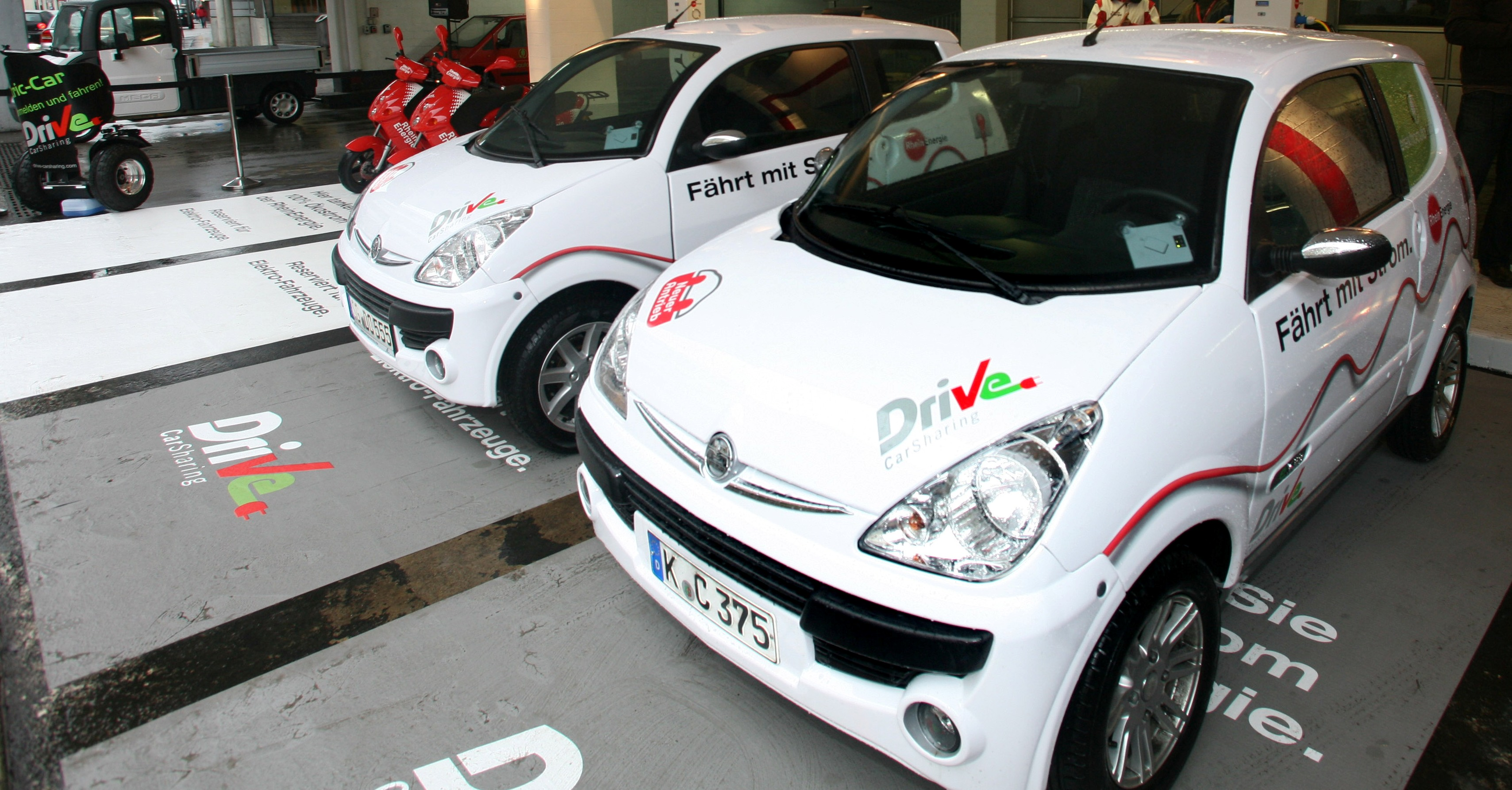
Mega e-City Elektro

Seit März 2007 produziert Aixam den MEGA e-City im südfranzösischen Aix-les-Bains als Elektrofahrzeug. Bis Ende 2008 wurde das Fahrzeug exklusiv für den Londoner Markt als Rechtslenker gebaut. Der Kleinwagen hat bis zu vier Sitzplätze. Die Höchstgeschwindigkeit des Fahrzeuges beträgt 64 Kilometer pro Stunde, die Reichweite betrug 60 bis 80 Kilometer.
Seit Ende 2010 wird der Mega e-City auch mit Lithium-Ionen-Akkumulator angeboten. Bei gleicher Höchstgeschwindigkeit erhöhte sich die Reichweite auf 100 km. Der Neupreis in Deutschland fiel zwischen 2010 und 2020 von 16.000 € brutto auf weniger als 15.000 €.
Auch in der Nutzfahrzeug-Modellreihe AIXAM PRO wird eine Variante mit Elektroantrieb angeboten.

## Bilder der Aixam-Baureihen

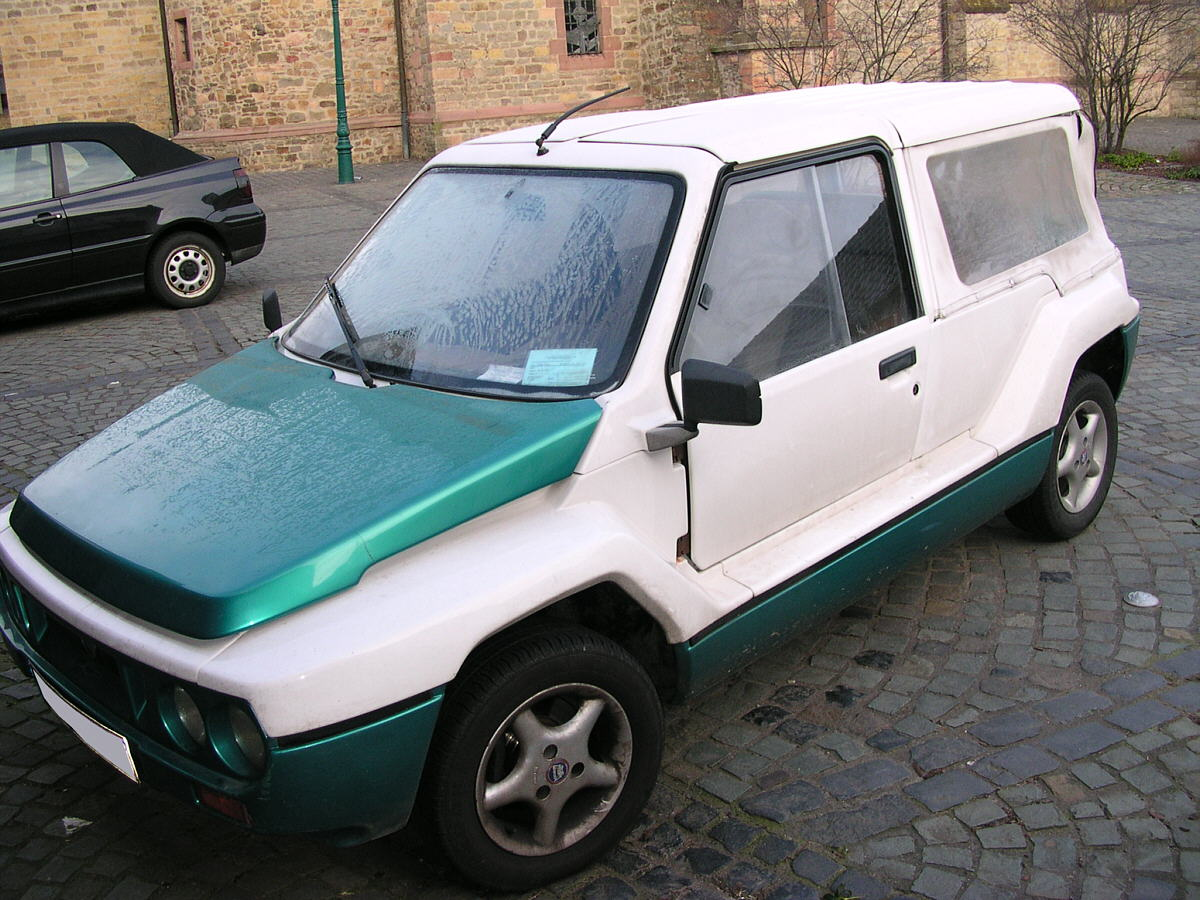
Mega Club
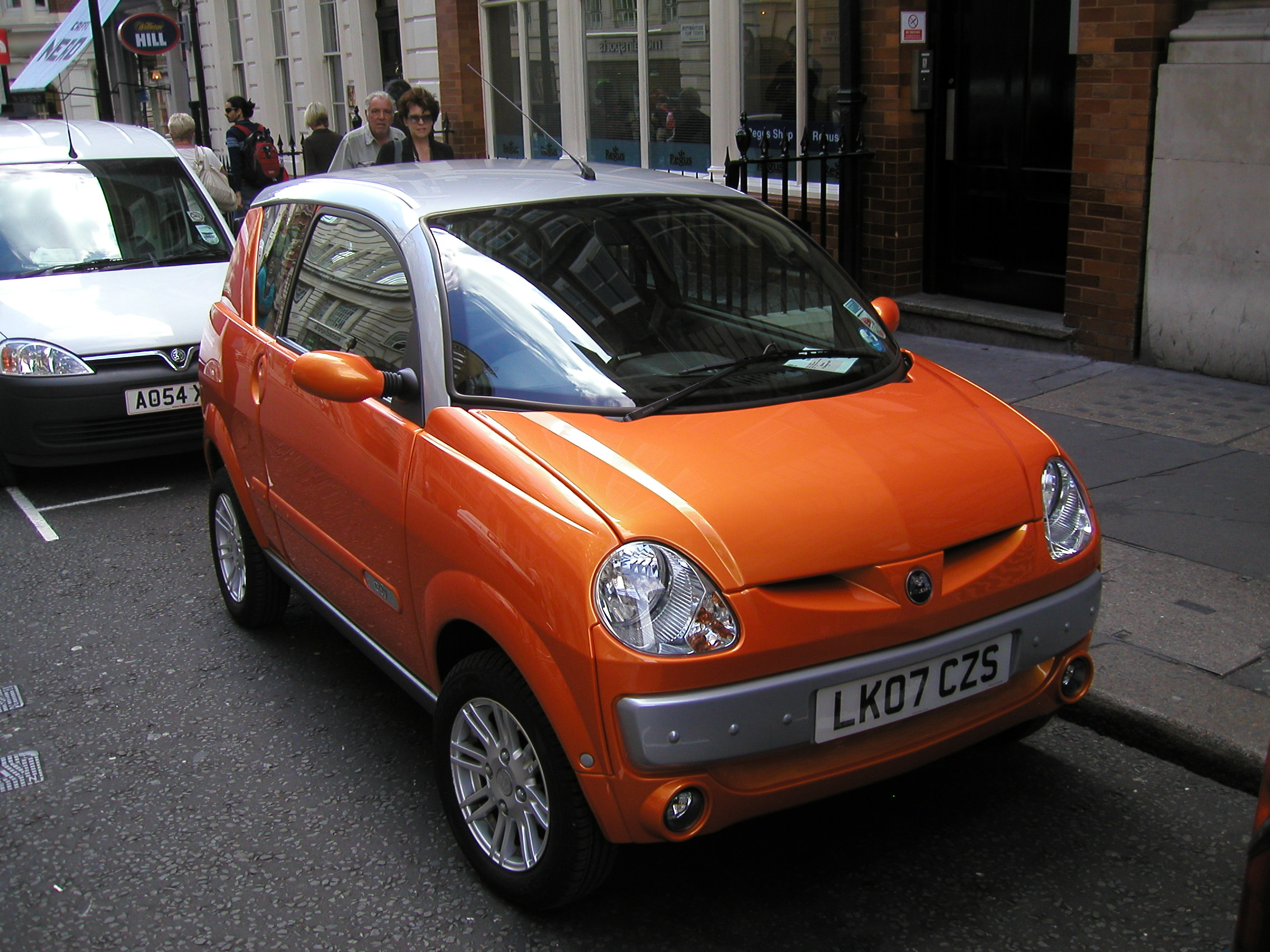
Mega City
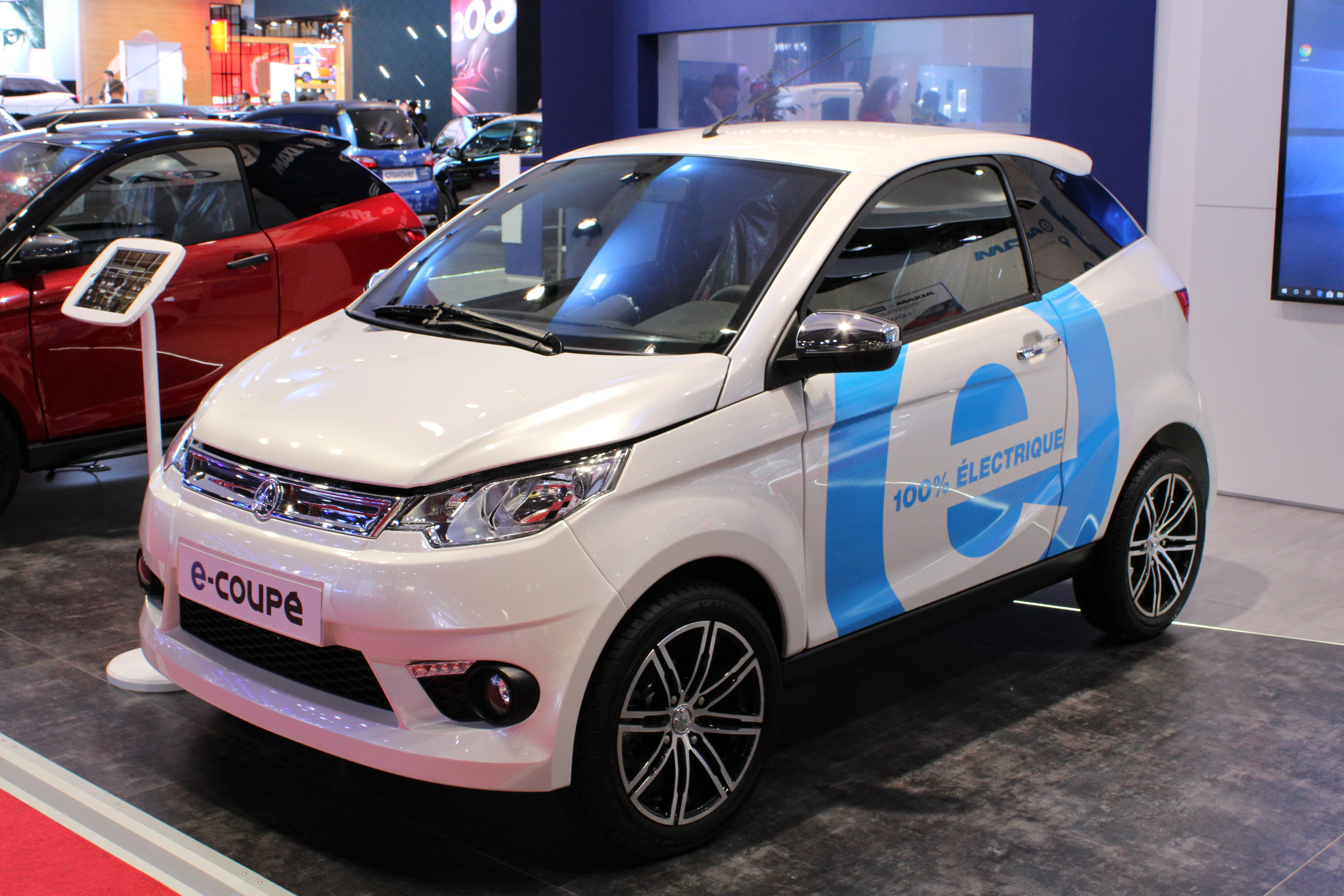
Aixam eCoupe Sensation
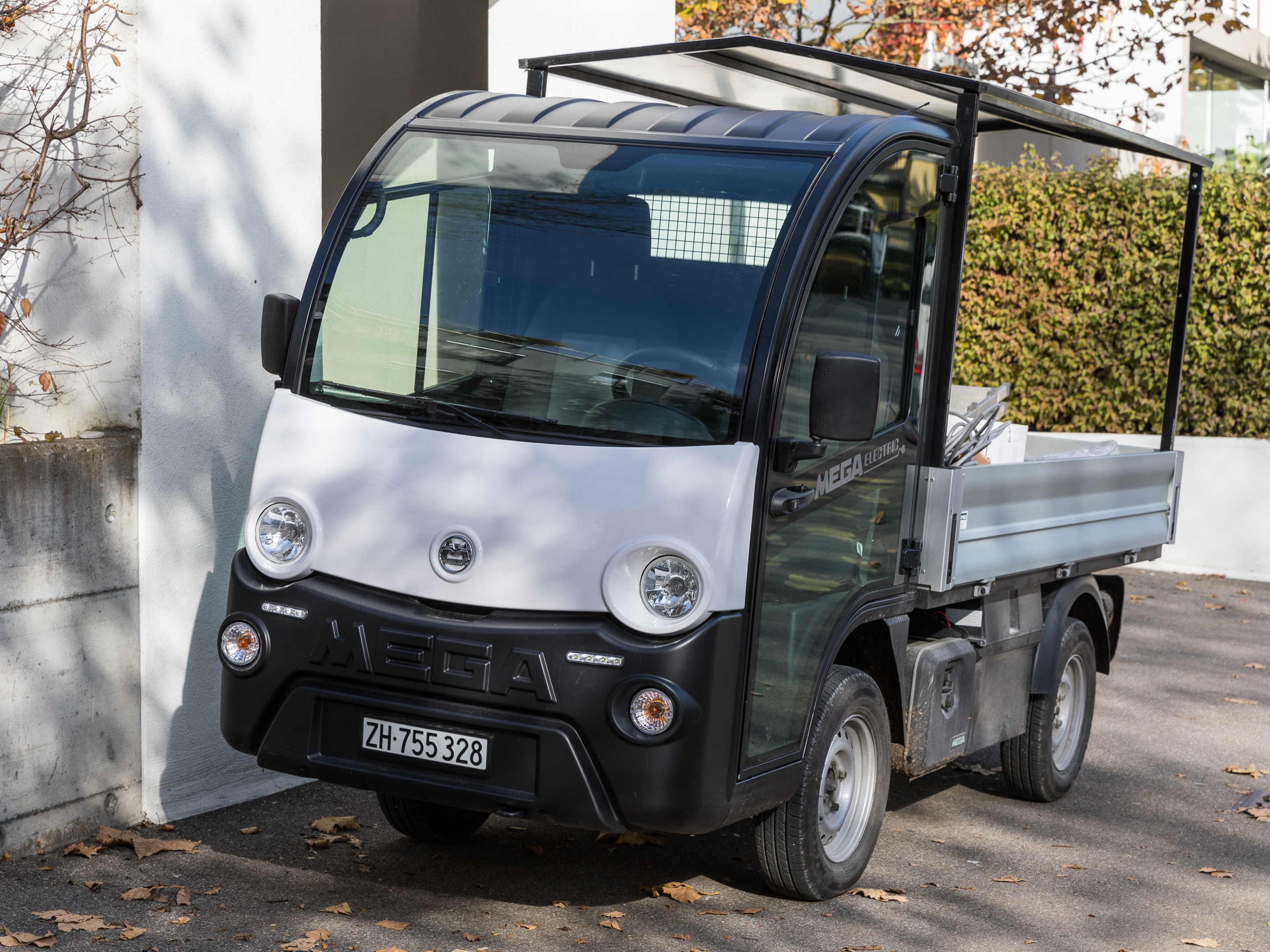
MEGA e-worker

## Vertrieb und Marktumfeld in Deutschland
In Deutschland gab es zwei parallele Vertriebsnetze. Seit 2008 fungiert die Leichtmobile GmbH & Co. KG im südbadischen Kenzingen als Generalimporteur mit mehr als 100 angeschlossenen Händlern und 300 Servicestützpunkten. Die ISEKI - Maschinen GmbH im niederrheinischen Meerbusch konzentriert sich auf die Nutzfahrzeuge des Schwesterunternehmens Goupil Industrie und agiert als Generalimporteur für diese Fahrzeuge.
Wettbewerber auf dem deutschen Markt für Leichtelektromobile sind u. a. Goupil Industrie (Frankreich), Piaggio (Italien), Kyburz (Schweiz), Triggo (Polen) und Tropos (USA).